# El año de la peste
El año de la peste es una película mexicana de ciencia ficción del director mexicano Felipe Cazals estrenada en 1979. Obtuvo el Premio Ariel a Mejor Película.

## Sinopsis
En una ciudad mexicana con 15 millones de habitantes se desata una epidemia. Las autoridades ignoran las advertencias y terminan por encubrir lo que para los especialistas es una epidemia similar a la que azotó Europa en la Edad Media provocando que el caos y la muerte cubran las calles de la ciudad.

## Reparto
- Alejandro Parodi como Dr. Pedro Sierra Genovés
- José Carlos Ruiz como Dr. Jorge Martínez Abasolo
- Rebeca Silva como Eva Aponte
- Tito Junco como Presidente de la República
- Ignacio Retes como Dr. Mario Zermeño
- Eduardo Alcaraz como Dr. Luis Mario Zavala
- Héctor Godoy como Luis Armando Torreros (alcalde)
- Humberto Elizondo como R. C. Jiménez (reportero)
- Leonor Llausás como Viuda de Álvaro
- Zully Keith como Magdalena (esposa del doctor Sierra Genovés)
- Nora Larraga «Karla» como Inspectora de salubridad
- Arlette Pacheco como Reportera
- María Barber como Esposa del presidente
- Daniela Romo como Laura
- Carlos Fernández como Bernardo Budillo
- Ramón Menéndez como Dr. Miguel Garzón Riera

## Artículos complementarios
- Anexo:Premio Ariel a la mejor película
- Diario del año de la peste, novela de Daniel Defoe
- Peste negra
- Ciencia ficción mexicana
- Pandemia de Covid-19

## Sitios exteriores
- El año de la peste en Internet Movie Database (en inglés).

- Datos: Q5350794